# Lancetes dacunhae
Lancetes dacunhae är en skalbaggsart som beskrevs av Brinck 1948. Lancetes dacunhae ingår i släktet Lancetes och familjen dykare. Inga underarter finns listade i Catalogue of Life.